# Bothriurus araguayae
Espèce
Synonymes
- Bothriurus bonariensis araguayae Vellard, 1934
- Bothriurus magalhaensi Mello-Leitão, 1937

Bothriurus araguayae est une espèce de scorpions de la famille des Bothriuridae.

## Distribution
Cette espèce est endémique du Brésil. Elle se rencontre au Goiás, au Minas Gerais et à Brasilia.

## Description
L'holotype mesure 35 mm.

## Étymologie
Son nom d'espèce lui a été donné en référence au lieu de sa découverte, l'Araguaya.

## Publication originale
- Vellard, 1934 : Mission au Goiaz et à l'Araguaya. Scorpions (2e note). Bulletin du Muséum national d'Histoire naturelle, Paris, sér. 2, vol. 6, no 3, p. 257-261 (texte intégral).